# Інститут загальної та невідкладної хірургії імені Володимира Зайцева
Інститут загальної та невідкладної хірургії імені Володимира Терентійовича Зайцева — науково-дослідний інститут, заснований у 1930 році в Харкові.
Інститут ставить перед собою завдання з вирішення проблем невідкладної хірургії та переливання крові, лікування ран, пересадки органів і тканин, лікування виразкової хвороби шлунка та дванадцятипалої кишки.

## Історія
Інститут було створено під назвою Український інститут переливання крові та гематології у 1930 році з ініціативи В. Н. Шамова, який і був його директором до 1934 року.
У 1932 році інститут було перейменовано на Український інститут переливання крові та невідкладної хірургії..
В 1936 директором став А. Л. Слобідський.
З 1938 року до 1939 року в інституті розробляли схему переливання крові на бойовому полі
Під час Другої світової війни евакуйовано у Сталінград (тепер Волгоград), а згодом — у Саратов.. З 1941 року до 1943 року інститут працював як головна станція з переливання крові із забезпечення кров'ю медустанов фронтів. З 23 червня 1941 року до 18 травня 1945 року було приготовлено 68 тонн крові та прооперовано 250 тисяч пацієнтів.
10 вересня 1943 повернувся до Харкова, де з жовтня 1943 відновив свою діяльність.
У 1965 році отримав назву Харківський НДІ загальної та невідкладної хірургії. Директором став А. А. Шалімов.
З 1974 року до 1999 року директором працював В. Т. Зайцев. Він створив школу для хірургів-невідкладників та школу хірургічної гастроентерології.
З 1999 року директором працює Валерій Бойко..
З 2000 належить Академії медичних наук України.

## Відділення
Інститут складається з таких підрозділів.
- Відділення оперативної ендоскопії
- Відділення невідкладної хірургії черевної порожнини.
- Відділення хірургічних інфекцій.
- Відділення травматичного шоку.
- Відділення анестезіології.
- Відділення реанімації та інтенсивної терапії.
- Відділення гострих захворювань судин.
- Відділення кардіохірургії та невідкладної кардіології
- Відділення інтервенційної кардіології
- Відділення захворювань стравоходу та шлунково-кишкового тракту.
- Відділення хірургії печінки та жовчовивідних шляхів.
- Відділення торакальної хірургії.
- Діагностична лабораторія.
- Відділення клініко-інструментальної та ультразвукової діагностики патології внутрішніх органів та серцево-судинної системи.
- Лабораторія патоморфології та експериментальної хірургії.
- Відділення комплексного програмування розвитку невідкладної хірургії та захисту інтелектуальної власності.